# 1996-os magyar úszóbajnokság
Az 1996-os magyar úszóbajnokságot – amely a 98. magyar bajnokság volt – júniusban rendezték meg Budapesten, a Komjádi Béla Sportuszodában

## Eredmények

### Férfiak
| Versenyszám                              | Arany                                                                       | Arany    | Ezüst                                                                             | Ezüst    | Bronz                                                                             | Bronz    |
| ---------------------------------------- | --------------------------------------------------------------------------- | -------- | --------------------------------------------------------------------------------- | -------- | --------------------------------------------------------------------------------- | -------- |
| 50 m gyorsúszás Döntő: június 20.        | Zubor Attila Sport + SE                                                     | 23,60    | Szabados Béla Békéscsabai Előre UK                                                | 23,68    | Gáspár Zsolt Ferencvárosi TC                                                      | 23,81    |
| 100 m gyorsúszás Döntő: június 17.       | Zubor Attila Sport + SE                                                     | 50,91    | Szabados Béla Békéscsabai Előre UK                                                | 50,95    | Gáspár Zsolt Ferencvárosi TC                                                      | 52,49    |
| 200 m gyorsúszás Döntő: június 15.       | Szabados Béla Békéscsabai Előre UK                                          | 1:50,62  | Kollár Miklós Bp. Spartacus                                                       | 1:52,51  | Gáspár Zsolt Ferencvárosi TC                                                      | 1:53,98  |
| 400 m gyorsúszás Döntő: június 18.       | Szabados Béla Békéscsabai Előre UK                                          | 3:53,72  | Kollár Miklós Bp. Spartacus                                                       | 3:56,15  | Zubor Attila Sport + SE                                                           | 3:58,22  |
| 1500 m gyorsúszás Döntő: június 21.      | Ágh Olivér Egyesületen kivüli                                               | 15:59,30 | Kiss Gergő László Bp. Spartacus                                                   | 16:16,19 | Schönek András Veszprémi UK                                                       | 16:24,56 |
| 100 m hátúszás Döntő: június 18.         | Deutsch Tamás Bp. Honvéd                                                    | 57,36    | Horváth Péter Sport + SE                                                          | 57,83    | Ágh Olivér Egyesületen kívüli                                                     | 59,10    |
| 200 m hátúszás Döntő: június 21.         | Ágh Olivér Egyesületen kívüli                                               | 2:02,82  | Deutsch Tamás Bp. Honvéd                                                          | 2:04,1   | Szentesi Szabolcs Békéscsabai Előre UK                                            | 2:06,82  |
| 100 m mellúszás Döntő: június 15.        | Güttler Károly Bp. Spartacus                                                | 1:02,44  | Kovács Vilmos Ferencvárosi TC                                                     | 1:03,95  | Rózsa Norbert Sport + SE                                                          | 1:05,00  |
| 200 m mellúszás Döntő: június 19.        | Rózsa Norbert Sport + SE                                                    | 2:15,68  | Güttler Károly Bp. Spartacus                                                      | 2:16,82  | Kovács Vilmos Ferencvárosi TC                                                     | 2:18,01  |
| 100 m pillangóúszás Döntő: június 19.    | Horváth Péter Sport + SE                                                    | 53,66    | Kollár Miklós Bp. Spartacus                                                       | 56:14    | Unghváry Gergely Csik Ferenc DSE                                                  | 58,41    |
| 200 m pillangóúszás Döntő: június 17.    | Horváth Péter Sport + SE                                                    | 2:02,63  | Kollár Miklós Bp. Spartacus                                                       | 2:03,52  | Kovács Péter Csík Ferenc DSE                                                      | 2:06,93  |
| 200 m vegyesúszás Döntő: június 20.      | Czene Attila Sport + SE                                                     | 2:03,00  | Zubor Attila Sport + SE                                                           | 2:04,07  | Batházi István Bp. Spartacus                                                      | 2:06,98  |
| 400 m vegyesúszás Döntő: június 16.      | Batházi István Bp. Spartacus                                                | 4:25,28  | Kiss Gergő László Bp. Spartacus                                                   | 4:25,93  | Ágh Olivér Egyesületen kívüli                                                     | 4:29,04  |
| 4 × 100 m gyorsváltó Döntő: június 18.   | Ferencvárosi TC Gáspár Zsolt Kovács Vilmos Kalaus Szűcs                     | 3:32,57  | Bp. Spartacus Tekauer Ernő Batházi István Kiss Gergő László Kollár Miklós         | 3:33,63  | Békéscsabai Előre UK Szabados Béla Szentesi Szabolcs Laczó András Zilling Mathias | 3:43,54  |
| 4 × 200 m gyorsváltó Döntő: június 16.   | Bp. Spartacus Kollár Miklós Batházi István Kiss Gergő László Güttler Károly | 7:51,08  | Békéscsabai Előre UK Szabados Béla Szentesi Szabolcs Laczó András Zilling Mathias | 8:09,93  | Veszprémi UK Schönek András Andorka Szigeti István Kádár Lajos                    | 8:15,80  |
| 4 × 100 m vegyes váltó Döntő: június 21. | Sport + SE Czene Attila Rózsa Norbert Horváth Péter Zubor Attila            | 3:47,98  | Bp. Spartacus Kiss Gergő László Güttler Károly Kollár Miklós Tekauer Ernő         | 3:59,83  | Csik Ferenc DSE Horváth-Suska Péter Áldott Tibor Kovács Péter Unghváry Gergely    | 4:05,93  |

### Nők
| Versenyszám                              | Arany                                                                       | Arany   | Ezüst                                                                         | Ezüst   | Bronz                                                                         | Bronz   |
| ---------------------------------------- | --------------------------------------------------------------------------- | ------- | ----------------------------------------------------------------------------- | ------- | ----------------------------------------------------------------------------- | ------- |
| 50 m gyorsúszás Döntő: június 21.        | Nyíri Anna Csik Ferenc DSE                                                  | 26,81   | Klocker Edit Bp. Spartacus                                                    | 27,19   | Lakos Gyöngyvér Ferencvárosi TC                                               | 27,35   |
| 100 m gyorsúszás Döntő: június 15.       | Klocker Edit Bp. Spartacus                                                  | 58,57   | Lakos Gyöngyvér Ferencvárosi TC                                               | 59,17   | Nyíri Anna Csik Ferenc DSE                                                    | 59:33   |
| 200 m gyorsúszás Döntő: június 16.       | Egerszegi Krisztina Bp. Spartacus                                           | 2:02,59 | Klocker Edit Bp. Spartacus                                                    | 2:05,30 | Kiss Judit Veszprémi UK                                                       | 2:06,49 |
| 400 m gyorsúszás Döntő: június 17.       | Csapó Krisztina Bp. Spartacus                                               | 4:26,23 | Kiss Judit Veszprémi UK                                                       | 4:26,27 | Moldvai Katalin Nitrokémia Fűzfő                                              | 4:34,06 |
| 800 m gyorsúszás Döntő: június 20.       | Kovács Rita Nyíregyházi VSC                                                 | 8:59,47 | Kiss Judit Veszprémi UK                                                       | 9:01,03 | Csapó Krisztina Bp. Spartacus                                                 | 9:16,8  |
| 100 m hátúszás Döntő: június 17.         | Egerszegi Krisztina Bp. Spartacus                                           | 1:01,22 | Nyíry Anna Csik Ferenc DSE                                                    | 1:06,06 | Kiss Annamária Dunaferr SE                                                    | 1:07,38 |
| 200 m hátúszás Döntő: június 20.         | Egerszegi Krisztina Bp. Spartacus                                           | 2:08,34 | Kiss Annamária Dunaferr SE                                                    | 2:20,46 | Ferenczi Katalin Pápai SE                                                     | 2:21,73 |
| 100 m mellúszás Döntő: június 16.        | Kovács Ágnes Bp. Spartacus                                                  | 1:10,16 | Sarah Poewe Bp. Spartacus                                                     | 1:13,00 | Urbán Luca Bp. Honvéd                                                         | 1:14,42 |
| 200 m mellúszás Döntő: június 18.        | Kovács Ágnes Bp. Spartacus                                                  | 2:28,90 | Sarah Poewe Bp. Spartacus                                                     | 2:39,21 | Káldy Krisztina Csik Ferenc DSE                                               | 2:41,29 |
| 100 m pillangóúszás Döntő: június 18.    | Egerszegi Krisztina Bp. Spartacus                                           | 1:02,12 | Klocker Edit Bp. Spartacus                                                    | 1:02,98 | Nyíry Anna Csik Ferenc DSE                                                    | 1:04,02 |
| 200 m pillangóúszás Döntő: június 21.    | Klocker Edit Bp. Spartacus                                                  | 2:15,78 | Csapó Krisztina Bp. Spartacus                                                 | 2:18,92 | Székely Ildikó Ferencvárosi TC                                                | 2:22,72 |
| 200 m vegyesúszás Döntő: június 19.      | Egerszegi Krisztina Bp. Spartacus                                           | 2:15,74 | Klocker Edit Bp. Spartacus                                                    | 2:22,43 | Újhelyi Beáta Csik Ferenc DSE                                                 | 2:22,92 |
| 400 m vegyesúszás Döntő: június 15.      | Egerszegi Krisztina Bp. Spartacus                                           | 4:41,61 | Káldy Krisztina Csik Ferenc DSE                                               | 5:05,31 | Oláh Anita Dunaferr SE                                                        | 5:05,48 |
| 4 × 100 m gyors váltó Döntő: június 17.  | Bp. Spartacus Egerszegi Krisztina Nagy Marina Csapó Krisztina Klocker Edit  | 3:56,32 | Csik Ferenc DSE Újhelyi Beáta Káldy Krisztina Csermely Nóra Nyíry Anna        | 4:03,57 | Ferencvárosi TC Lakos Gyöngyvér Pataky Katalin Petrás Nikolett Székely Ildikó | 4:03,64 |
| 4 × 200 m gyors váltó Döntő: június 20.  | Bp. Spartacus Klocker Edit Nagy Marina Csapó Krisztina Egerszegi Krisztina  | 8:34,74 | Ferencvárosi TC Pataky Katalin Petrás Nikolett Székely Ildikó Lakos Gyöngyvér | 8:54,61 | Dunaferr SE Debreczeni Hajnalka Oláh Anita Dudás Katalin Horváth Adrienn      | 8:56,87 |
| 4 × 100 m vegyes váltó Döntő: június 19. | Bp. Spartacus Egerszegi Krisztina Kovács Ágnes Klocker Edit Csapó Krisztina | 4:17,41 | Ferencvárosi TC Gláser Boglárka Pataky Katalin Székely Ildikó Lakos Gyöngyvér | 4:28,13 | Csik Ferenc DSE Nyíry Anna Káldy Krisztina Kovács Georgina Újhelyi Beáta      | 4:28,50 |

## Csúcsok
A bajnokság során az alábbi felnőtt csúcsok születtek:
| Esemény                         | Idő     | Név           | Csapat        | Csúcs            |
| ------------------------------- | ------- | ------------- | ------------- | ---------------- |
| Férfi 100 méteres pillangóúszás | 53,66   | Horváth Péter | Sport + SE    | Országos felnőtt |
| Női 100 méteres mellúszás       | 1:10,16 | Kovács Ágnes  | Bp. Spartacus | Országos felnőtt |
| Női 200 méteres mellúszás       | 2:28,90 | Kovács Ágnes  | Bp. Spartacus | Országos felnőtt |